# قلعه آسو
قلعه آسو مربوط به دوره تیموریان است و در شهرستان بیرجند، بخش مرکزی، روستای آسو واقع شده و این اثر در تاریخ ۷ مهر ۱۳۸۱ با شمارهٔ ثبت ۶۴۲۷ به‌عنوان یکی از آثار ملی ایران به ثبت رسیده است.